# Марі Теречік
Марі Теречік (також Марі Теречик, Марі Тьорочік; угор. Törőcsik Mari; 23 листопада 1935, Пей, Угорщина — 16 квітня 2021) — угорська актриса. Президент Союзу акторів Угорщини.
Двічі отримувала Премію імені Кошута, двічі — Премію імені Марі Ясаі. Нагороджена призом за найкращу жіночу роль Каннського кінофестивалю (1976).

## Кар'єра
З 1954 по 1958 вчилася в Академії кіно і театру в Будапешті. З 1958 по 1979 грала в Народному театрі в Будапешті.
З 1979 по 1980 керувала театром імені Кішфалуді в Дьйорі (нині Національний театр в Дьйорі). Потім, з 1980 по 1990 керувала акторською трупою кіностудії «Mafilm». C 1990 по 1993 працювала в Театрі імені Сіглігеті в Сольноку. Керувала з 1993 Театром Талія. Виступала кілька разів в театрі імені Йожефа Катона в Будапешті.
З 1989 по 1992 була президентом Союзу акторів Угорщини. З 1989 по 1994 працювала в Раді піклувальників премії Aase. Викладала як доцент в Академії кіно і театру в Будапешті. З 2002 знову грає в Народному театрі в Будапешті.
Її перший шлюб був формальним, розпався через три тижні. Актор Дьюла Бодродь був її другим чоловіком, втретє вона була одружена з режисером Дьюлою Мааром, який в 1996 зняв про актрису документальний фільм.
Грала в драмах Шекспіра, Бомарше, Вьорьошмарті, Островського, Фейдо, Ібсена, Чехова, Брехта, Булгакова, Жироду, Теннессі Вільямса, Беккета, Йонеско, Олбі.

## Вибрана фільмографія
- A szarvassá változott fiú (2014)
- Swing (2014) (Emmi)
- Kossuthkifli (2014) (tv) (Hammas Erzsó)
- Kaland (2011)
- Ideje az öregségnek (2011)
- Így ahogy vagytok (2010)
- Eszter hagyatéka (2008)
- Töredék (2007)
- Csodálatos vadállatok (2005) (tv) (Asztrológusnő)
- Egyetleneim (2005) (Idős hölgy)
- A fény ösvényei (2005) (Nagymama)
- Telitalálat (2003) (Mama)
- Egy hét Pesten és Budán (2003) (Mari)
- Sobri (2002) (Mari néni)
- Nobel (2001) (Inge Dietrich)
- A napfény íze (1999) (Idősebb Kató)
- Hosszú alkony (1997) (Idős asszony)
- Apa győz (1997)
- Le violon de Rothschild, (1996) (Marfa)
- Crime impuni (1995) (tv) (Madame Lange)
- A részleg (1995) (Narrátor)
- "Éretlenek" (1995) tv-sorozat
- Vigyázók (1993) (Edit anyja)
- Hoppá (1993) (Kati)
- Indián tél (1993)
- A turné (1993) (Helga Madarász)
- A skorpió megeszi az ikreket reggelire (1992)(Maskó)
- Csapd le csacsi! (1992) (Lojzi, Mama)
- A nyaraló (1992) (Old Woman)
- Tiszazug (1991) (tv) (Mrs. Képes)
- Mio caro dottor Gräsler (1991) (as Mari Töröcsik) (Mrs. von Schleheim)
- A Biblia (1990) (tv) (Grandma)
- Eszterkönyv (1990)
- Napló apámnak, anyámnak (1990)
- Music Box (1989). Magda Zoldan
- A hecc (1989). Öregasszony
- Peer Gynt I. – II. (1988) (tv)
- A montmartrei ibolya (1988) (tv)
- Mikola a Mikolko (1988)
- Szamárköhögés (1987). Nagyi
- Csinszka (1987) (tv)
- Rejtőzködő (1986). Anya
- Anna es Anton (1985) (tv). Anna
- Első kétszáz évem (1985). A filmcézár felesége
- A hattyú halála (1984) (tv)
- Visszaesők (1983). Juli anyja
- A csoda vége (1983)
- Felhőjáték (1983)
- Szegény Dzsoni és Árnika (1983). Százarcú boszorkány
- Szerencsés Dániel (1983). Erdélyiné
- Zizi (1982)
- Színes tintákról álmodom (1980)
- Két történet a félmúltból (1980)
- Cseresznyéskert (1979) (tv)
- A téglafal mögött (1979)
- Drága kisfiam (1978)
- Kinek a törvénye? (1978). Rozsika
- Ki látott engem? (1977). Imre anyja
- Teketória (1977). Teréz
- A lőcsei fehér asszony (1976). Géczy Julianna
- Déryné, hol van? (1975). Déryné
- Várakozók (1975). Klára, az Anya
- Hogyan viseljük el szerelmi bánatunkat? (1975) (tv)
- Szerelmem, Elektra (1974). Elektra
- Szarvassá vált fiúk (1974). Etel
- Kínai kancsó) (1974) (tv). Az Asszony
- Végül (1974)
- Irgalom (1973) (tv)
- Macskajáték (1972). Maid